# Agiografia

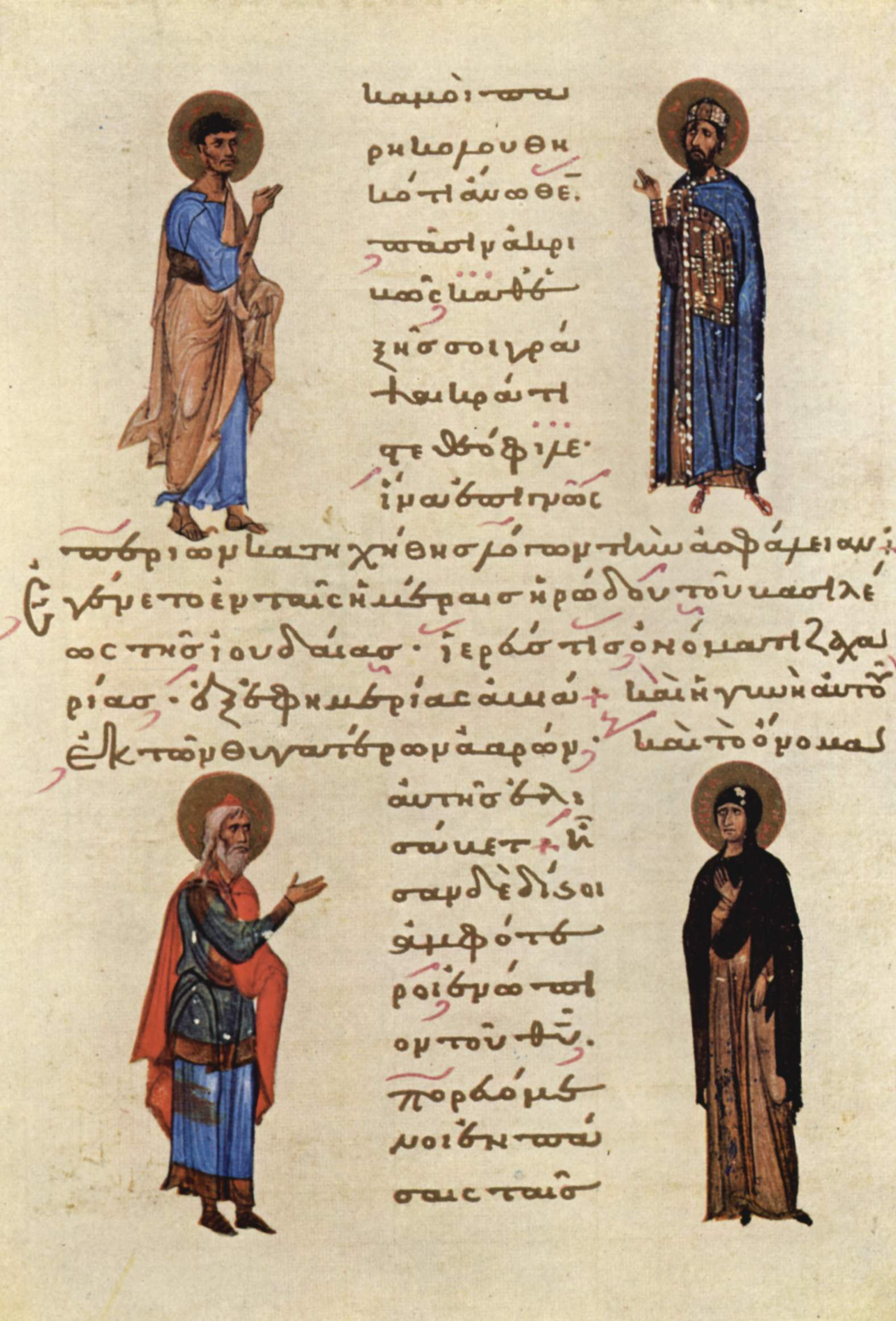
Manoscritto agiografico bizantino, ca. 1020

Un'agiografia (letteralmente "scrittura di cose sante"), nella storiografica, è tutto il complesso delle testimonianze che costituiscono la memoria della vita di un santo e del culto a lui tributato: testi scritti, ma anche rappresentazioni iconografiche, epigrafi, monumenti e oggetti (quali vesti, oggetti sacri, ecc.) di vario genere comunque finalizzati alla perpetuazione del ricordo del soggetto in questione e alla promozione della venerazione nei suoi confronti.
Il fine ultimo resta l'ottenimento di una grazia mediante la sua intercessione nella preghiera, quale presupposto della fede in Dio e dell'azione morale del credente. Alle stesse reliquie è tradizionalmente attribuito un potere taumaturgico (nei Vangeli sinottici menzionato nella resurrezione della figlia di Giairo).
Più comunemente, il termine va a indicare soprattutto la produzione letteraria (analizzata anche come componente importante della libertà della letteratura cristiana), all'interno della quale è possibile distinguere i testi narrativi (Passiones, vite, raccolte di miracoli, relazioni su traslazioni di reliquie), da quelli di carattere liturgico (martirologi e calendari) e dalla produzione poetica e innologica. Pertanto, la letteratura agiografica è considerata e studiata a tutti gli effetti come genere letterario, e parte della letteratura e storia dei popoli europei e non.
Il termine agiografia, inoltre, va a indicare anche l'insieme degli studi critici di varia natura (da quelli più propriamente storici a quelli di natura filologica e letteraria) sviluppatisi in ambito cattolico a partire dall'età moderna, inizialmente nel tentativo di rispondere alle critiche nei confronti del culto dei santi scaturite dagli ambienti riformati non solo sul piano della riflessione teologica, ma anche su quello dell'analisi storico-erudita. In seguito alla Riforma cattolica l'agiografia ha assunto un nuovo significato, senza comunque perdere quelli precedenti: “disciplina avente per oggetto la santità e il culto dei santi”.
Il problema dell'attendibilità si pone negli stessi termini di ogni altra fonte, di qualsiasi epoca. La metodologia agiografica è in grado di sceverare tra le costruzioni ideali e la realtà, tra testi apologetici e narrazioni storiche.

## Duplicità di significato ed etimologia
Mentre la duplicità del significato della parola agiografia – cioè l'esposizione della vita dei santi e lo studio critico delle fonti agiografiche, della storia e del culto dei santi – è quasi sempre presente negli studiosi moderni, qualche autore interpreta il termine in un solo senso più specifico che normalmente corrisponde alla propria posizione agiografica riguardo all'argomento come, per esempio, Ghǖnter e Graus, che tendono il loro interesse solamente sulla produzione letteraria e per indicarne lo studio usano il termine agiografia.
Per quanto il termine italiano derivi evidentemente da un composto greco (ἅγιος - santo e γράφειν - scrivere) il sostantivo astratto è creazione recente anche in greco: la letteratura patristica riporta infatti il solo nome collettivo ἁγιόγραφοι agiografi in sei ricorrenze (cinque in pseudo-Dionigi Areopagita e una in Niceforo).
Tullio De Mauro data la prima attestazione in lingua italiana del termine al 1819.
Ma al di là di ogni etimologia o definizione, la parola agiografia sottintende un'infinità di temi e di problemi che fanno affrontare l'argomento da angolature diverse: partendo dalle sue origini come forma peculiare del Cristianesimo oppure inserito all'interno della storia delle religioni e quindi legato alle strutture politico-sociali del momento; dalla produzione letteraria nei suoi legami con le strutture mentali della società, oppure nel suo rapporto con la cultura folkloristica o nelle sue componenti inconsce; dal concetto di santità cristiana nelle sue diversificazioni storiche con particolare accento sul rapporto tra santità "popolare" e santità riconosciuta dalla Chiesa.

## Tipi di narrazione
Tra le forme più diffuse troviamo le biografie (vita, legenda, historia), le raccolte di miracoli (mirabilia) e i racconti della traslazione dei resti mortali o delle reliquie.
A partire dal IV secolo, i testi agiografici vennero composti in greco, in latino e in slavo ecclesiastico su fonti bizantine, per raccontare appunto le vite dei santi e celebrare le loro azioni miracolose. A partire dal XII secolo, essi furono scritti anche in volgare.

## I documenti agiografici in ambito occidentale
I primi documenti agiografici in Occidente si possono far risalire al periodo delle persecuzioni e sono compresi negli Acta Martyrum, "Atti dei martiri" composti tra la seconda metà del II secolo e il tardo Medioevo. Se all'inizio gli Atti erano testi degni di fede anche se con qualche amplificazione retorica, più tardi, quando si affermò il culto dei martiri, i testi divennero maggiormente elaborati con frequenti descrizioni di fatti miracolosi e di supplizi atroci dei martiri stessi. Non mancano le tradizioni attendibili riferite ai martiri più gloriosi, come santa Agnese, san Lorenzo, san Sebastiano, ma la maggior parte di essi sono nel complesso delle rielaborazioni irriconoscibili.
In seguito alla pace costantiniana del 313 si sviluppò il culto dei martiri dando origine a una ricca produzione agiografica che aveva intenti edificanti, ma senza grande valore storico.
Durante il Medioevo l'agiografia assunse un carattere via via più fantastico dando origine a numerose leggende, come la Legenda aurea di Giacomo da Varagine nel mondo latino e il Synaxdrion di Simeone Metafraste nel mondo greco.

### Nei primi secoli del cristianesimo
L'agiografia durante i primi secoli del cristianesimo aveva più che altro un carattere devozionale.

#### I martirologi storici

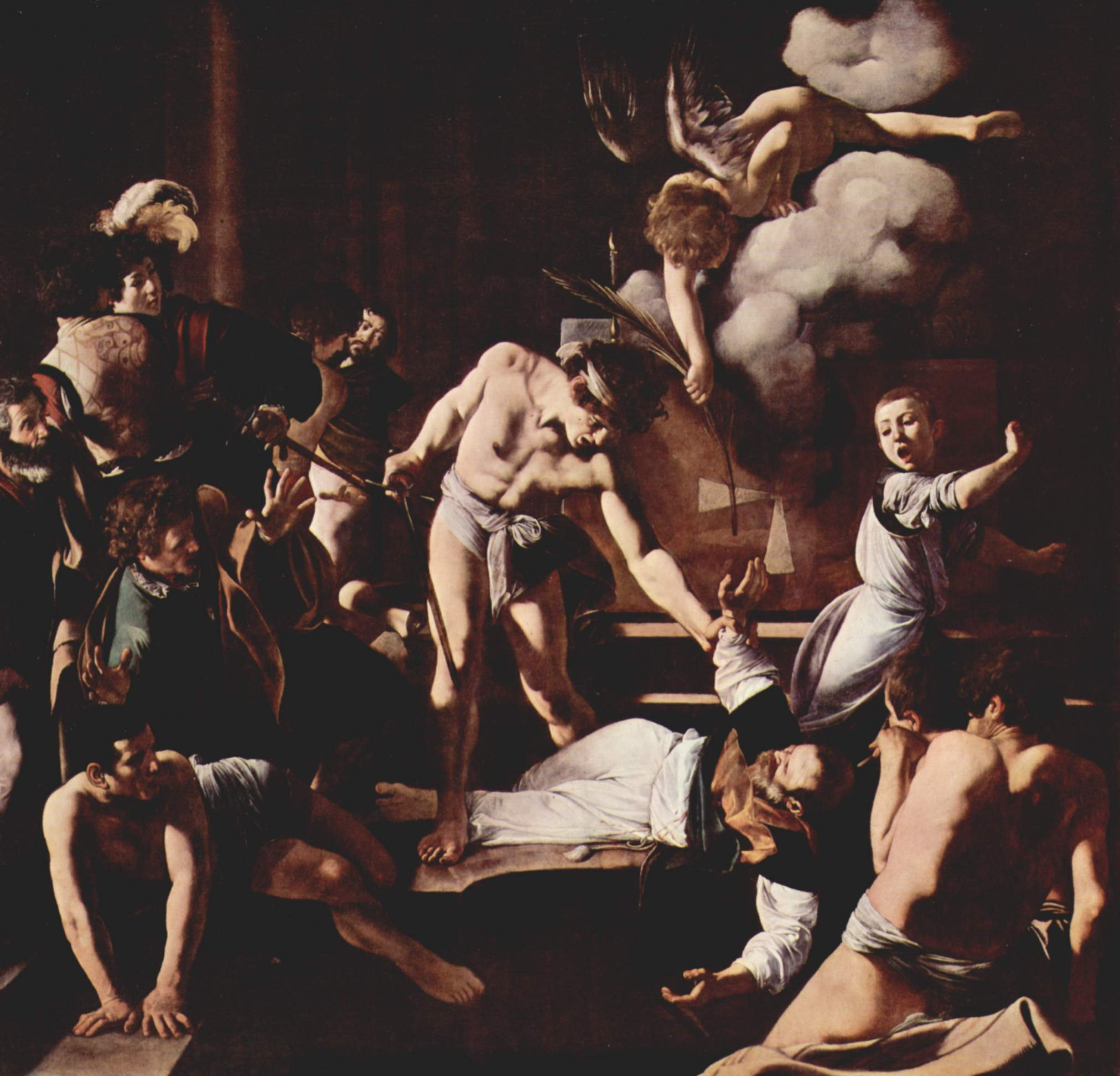
Il Martirio di San Matteo del Caravaggio

A partire dal II secolo o dal IV, le più importanti Chiese cristiane, come quella di Cartagine, di Roma e di Antiochia, tenevano un martirologio compilato in ogni sua parte e continuamente aggiornato: esso consisteva in un calendario diviso per mesi e giorni che riportava in date precise il nome di uno o più santi e l'indicazione del luogo della loro morte. Queste liste, piuttosto scarne, vennero in seguito arricchite di tutte quelle notizie che spesso includevano, oltre al riassunto della vita del martire o del confessore, anche una descrizione di come era avvenuto il suo decesso.
Sono questi i cosiddetti "martirologi storici" tra cui il più famoso è quello "geronimiano", compilato nel VI secolo a Roma e falsamente attribuito a san Girolamo. Questo martirologio si rifaceva a testi redatti precedentemente in Italia, in Africa e in Gallia. In epoca più tarda ebbero poi larga diffusione altri martirologi, come quello di Beda il Venerabile, di Florus di Lione, di Adone e quello più famoso di Usuardo la cui composizione si fa risalire all'875 a Parigi.
Anche in Oriente si ritrovano, sempre in questo periodo, dei testi compilati seguendo lo stesso processo anche se la forma è quella dei menologi e dei sinassari. Il più celebre tra questi è quello di Santa Sofia la "grande chiesa" di Costantino I.

#### Lelegendae
Nello stesso periodo in cui si producevano i martirologi si assiste allo sviluppo di quella parte che riguarda la commemorazione del santo durante la liturgia.
Si afferma l'usanza tra il clero di leggere, durante la Messa, una breve storia della vita del santo di cui si celebrava il dies natalis, cioè l'anniversario della morte.
Nascono così le legendae che erano dei testi divisi in brani narrativi incorporati nel Mattutino e destinati alla lettura pubblica. All'inizio essi vennero compilati su rifacimento dei processi verbali stilati dalle autorità civili riguardanti gli atti dei martiri e in seguito, seguendo lo stesso modello, vennero redatti veri e propri racconti.

#### Lepassiones
Il nome passio («passione» in latino; passiones al plurale) deriva dall'accezione di passione imposta dalla Vulgata con la tradizione della Passione di Cristo, a cui si ispira la vita e l'opera del santo di turno.
Questi racconti non erano che amplificazioni romanzate delle legendae, dove si dava più importanza all'immaginazione che alla storicità.
Gli autori delle Passiones non mancavano di dare dettagli sulla crudeltà dei boia e dei magistrati, sulla durezza dei supplizi e sulla serena resistenza che i servi di Dio opponevano ai loro persecutori. Spesso venivano esposti una serie di miracoli straordinari operati dal santo allo scopo di suscitare nei lettori e negli uditori spirito di emulazione e ammirazione.
Lo stile che caratterizza questi testi, con il comportamento dei santi presentato in modo stereotipato secondo i modelli di tanti panegirici antichi, caratterizzerà l'agiografia fino alla fine del Medioevo.

### Nell'era carolingia

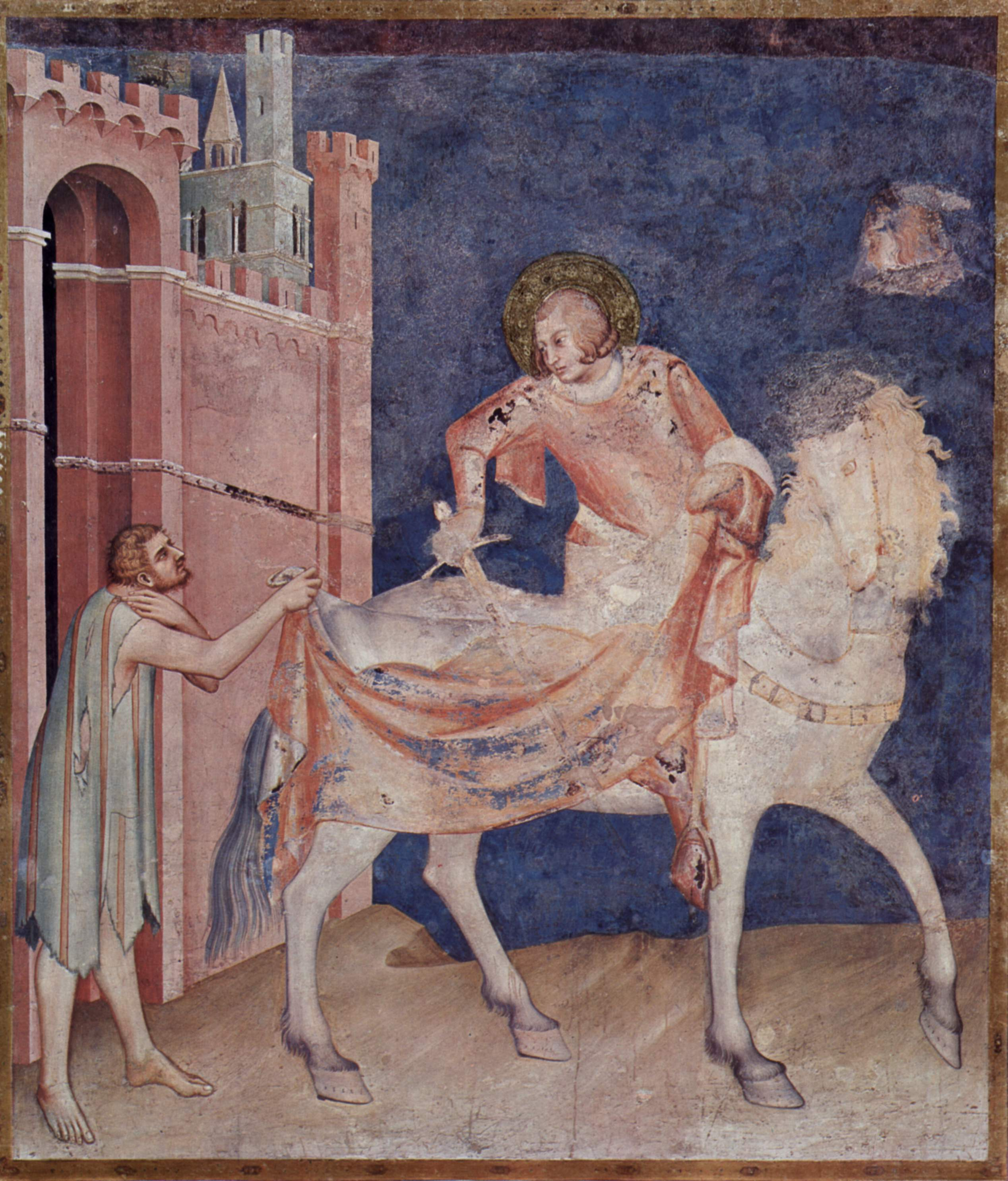
San Martino che taglia in due il suo mantello.

Se la Chiesa romana fino all'VIII secolo ebbe una certa reticenza di fronte alle Passiones, nell'epoca carolingia, con lo svilupparsi del culto delle reliquie, le fonti narrative dei santi entrarono di diritto nella liturgia rendendo così difficile, dopo l'anno 900, la distinzione tra quei testi prodotti per la celebrazione dell'Ufficio liturgico e i "romanzi" agiografici. La vita di san Mauro, una delle più antiche agiografie esistenti in Francia, è stata scritta da un certo monaco, chiamato Fausto, discepolo del santo fondatore dell'ordine benedettino in Francia. Sarebbe stata riscritta secoli dopo dall'abate Odo di Glanfeuil dopo il ritrovamento del suo corpo, avvenuto nell'anno 843.
La maggior parte dei testi di questo periodo non hanno molto di originale e si ispirano ad alcuni testi di valore come la Vita di San Martino di Sulpicio Severo o la Vita di San Benedetto che si ritrova nei Dialoghi di papa Gregorio I. Nella Vita di San Benedetto, scritta da papa Gregorio I, si trovano moltissimi episodi riguardanti la Vita di san Mauro, suo discepolo, sopra nominato, completati in maniera cronologica nella Vita Mauri di Fausto.
Non bisogna tuttavia disconoscerne completamente l'importanza soprattutto per l'influenza che ebbero alcuni testi di origine orientale, come le Vitae Patrum (le Vite dei Padri del deserto d'Egitto) o la Storia lausiaca di Palladio di Galazia. Lo scopo comune di queste opere era quello di esaltare la pratica dell'ascetismo e di presentare il Vir Dei (l'uomo di Dio) come profeta e taumaturgo che compiva i miracoli per il potere che aveva acquisito con il digiuno, la mortificazione e la preghiera.

### Dopo l'anno Mille
Risalgono all'anno Mille le più celebri raccolte di miracoli prodotte in numero sempre maggiore in precisi santuari. Esse servivano a vantare il potere del santo di cui si custodivano le reliquie e ad attrarre così più numerosi i pellegrini e quindi le loro offerte.
Si ricorda Il libro dei miracoli di santa Foy che sembra risalire al 1035 e Il libro dei miracoli di san Giacomo di Campostela che risale all'inizio del XII secolo.
In questo stesso periodo sono numerosi quei racconti nati intorno al ritrovamento e alla traslazione delle reliquie dovuta sia alle invasioni normanne e saracene del X secolo che provocarono spostamenti frequenti delle reliquie stesse, sia all'iniziativa presa da alcuni vescovi per rafforzare la loro potenza sulla città.
Tra il XII e il XIV secolo i testi agiografici subiscono in Occidente una notevole evoluzione.

#### La diversa concezione della santità
A mutare il carattere di questi testi vi è l'insorgere di una concezione diversa della santità.
Il santo era sempre un eroe ma doveva essere soprattutto un modello da imitare da parte dei monaci, del clero e dei laici. Pertanto, mentre nell'Alto Medioevo i santi erano per lo più nobili o reputati tali, nel XII secolo emersero in Italia figure di santi che possedevano umili origini. Si ricorda ad esempio sant'Omobono (morto nel 1197) che era un semplice sarto di Cremona e che venne canonizzato da papa Innocenzo III nel 1199.

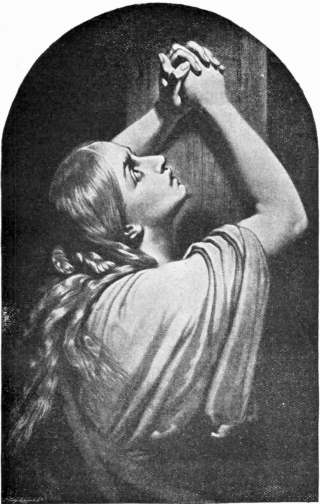
Maria Maddalena, in una drammatica immagine popolare di penitenza dipinta da Ary Scheffer del XIX secolo

Con lo sviluppo, inoltre, della spiritualità penitenziale, il santo diventa un essere perfetto mediante una conversione, tanto più importante se costui era stato precedentemente un peccatore come nel caso di Maria Maddalena, Pelagio o Agostino.
Con l'influsso dei monaci cistercensi e in particolare degli Ordini mendicanti, la dimensione pastorale dell'agiografia si andò accentuando e con le "Vite dei santi" si cerca di dare dei modelli di comportamento ai fedeli in un'epoca in cui le masse erano attratte dai catari e dai predicatori valdesi.
Tra i testi più significativi di questo periodo vi è la Vita della beghina Maria di Oignies (morta nel 1213) che fu composta nel 1215 da Giacomo di Vitry, il quale diventerà in seguito vescovo e cardinale.

#### Le prime raccolte di miracoli
A partire dal 1230 circa si iniziò a considerare la perfezione dei santi non tanto dai miracoli fatti ma dallo stile di vita che doveva concludersi in un processo di imitazione di Cristo anche nelle caratteristiche fisiche, come nel caso di San Francesco. Fu questo il primo santo stimmatizzato del quale vennero scritti, tra il 1229 e il 1255, la vita e i miracoli.
I testi prodotti in questo periodo cambiano stile e diventano delle vere e proprie raccolte di miracoli non più legati a un santuario ma a un santo, una santa, alla Madonna oppure, come nel caso delle opere Dialogus miraculorum del cistercense Cesario di Heisterbach e Vitae Fratrum Ordinis Praedicatorum del frate domenicano Gerardo di Frachet, a un Ordine religioso o a un sacramento come l'eucaristia.

#### IFlores Sanctorum
Alcuni domenicani, come Giacomo da Mailly e Bartolomeo da Trento, compilarono dei compendi di leggende, chiamati Flores Sanctorum, da mettere a disposizione del clero parrocchiale essendo difficile poter accedere ai "leggendari" posseduti dalle abbazie e decorati con magnifiche miniature.
La legenda aurea del domenicano Giacomo da Varagine, che venne composta verso il 1260 in Italia fu senza dubbio il più importante di questi testi. L'opera ebbe molto successo fino alla metà del XVI secolo e, nel corso del XIV secolo fu tradotta in tutte le lingue del mondo cristiano (esistono ancora oggi oltre mille manoscritti latini di quest'opera). Essa veniva utilizzata sia dagli ecclesiastici per i loro sermoni, sia dai laici come lettura edificante e divenne anche fonte di ispirazione per molti artisti per le iconografie dei santi negli ultimi secoli del Medioevo.

#### Le biografie mistiche
Durante il XIII e l'inizio del XIV secolo apparvero delle vere biografie mistiche che cercavano di ricostruire la vita interiore dei santi con tutte le più rilevanti manifestazioni della loro devozione. Esempi significativi di questo genere di testi furono, nel XIII secolo, le vite delle sante beghine dei Paesi Bassi e in Italia quella di Santa Margherita da Cortona e di Santa Caterina da Siena, nonché il Libro della beata Angela da Foligno.
Alla fine del Medioevo la letteratura agiografica era diffusa in ogni ambiente e comprendeva spesso anche delle favole su personaggi misteriosi e delle biografie spirituali.
Questi testi, così numerosi e non ancora completamente inventariati per quanto riguarda la produzione in lingua volgare, costituiscono uno strumento assai prezioso per comprendere e analizzare la spiritualità e la mentalità del Medioevo.

## I documenti agiografici in ambito bizantino
L'agiografia bizantina è composta da numerosi testi che appartengono a differenti generi letterari che hanno però la comune caratteristica di commemorare e glorificare i santi.

### Periodo protobizantino
Prima della cristianizzazione dell'Impero, nel periodo protobizantino, la produzione di testi agiografici, man mano che si sviluppava il culto dei santi, fu enorme.
Si distinguono diversi generi letterari: gli elogi, le vite dei santi, le raccolte di miracoli, le descrizioni dei ritrovamenti e delle traslazioni di reliquie; non manca la poesia liturgica, di cui un importante esempio sono le kontakia del VI secolo, tipo di componimento inventato da Romano il Melode.
A seconda dei tipi di santità celebrata venivano dedicati scritti di forma differente.
Ai martiri venivano dedicati gli "Atti" (praxeis) o le "Passioni" (martyrion), come nel caso della Passio di Santa Febronia di Nisibis. A volte questi scritti assumevano forme di testo diverse, come nel caso del martirio di Policarpo o nel martirio dei cristiani di Lione redatti sotto forma di lettere.

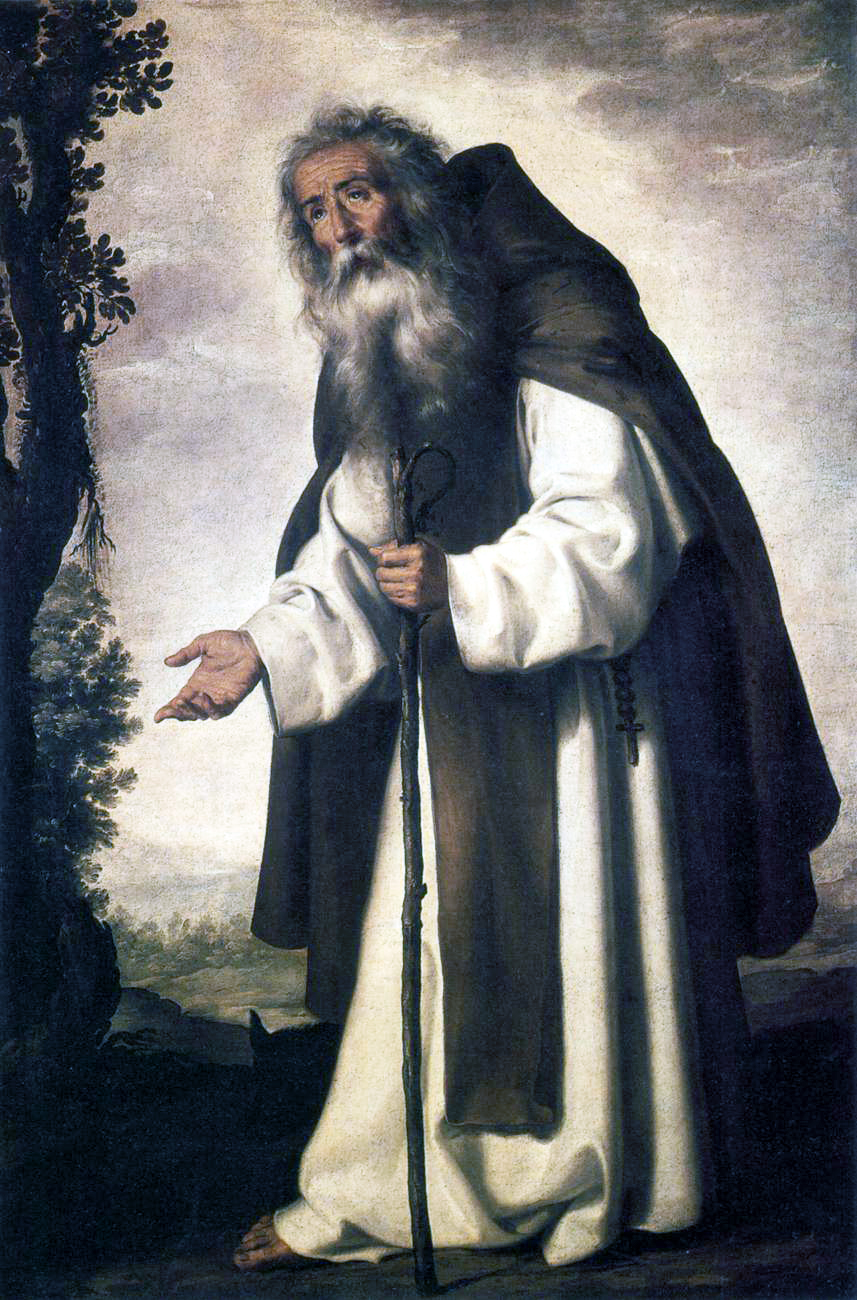
Sant'Antonio abate

Ai santi monaci o ai santi vescovi venivano invece dedicate le "Vite" (bios, bios kai politeia) che potevano subire un'ulteriore variante secondo il tipo di vita monastica seguita. Come esempio si può riportare la "Vita di Sant'Antonio abate" scritta da Atanasio che già dal IV secolo ci forniva un classico esempio di vita anacoretica, oppure opere, come la "Vita di Pacomio" o la "Vita di san Dositeo", più cenobitiche. Non mancano tra queste opere alcuni esempi di stilicismo dove sono rappresentate alcune forme spettacolari dell'ascesi: Vita di Simeone lo Stilita il Vecchio del V secolo o quella di Simeone il Giovane del VI secolo.

#### La storicità dei documenti
Una distinzione deve essere poi fatta sulla base della storicità dei documenti. Mentre infatti alcuni "Atti" dei martiri hanno buone garanzie di essere autentiche, altri fanno parte della categoria delle Passioni leggendarie.
Anche l'agiografia monastica produsse accanto a narrazioni di carattere storico anche quelle che avevano come unico scopo quello di evidenziare e "pubblicizzare" un certo tipo di santità da un capo all'altro della cristianità. Si può ricordare come esempio la Vita di San Pelagio nel VI secolo e la Vita di Maria Egiziaca nel VII secolo.
La maggior parte delle opere prodotte sono anonime o pseudoepigrafiche ma alcuni agiografi meritano di essere ricordati, come Cirillo di Scitopoli vissuto nel VI secolo che scrisse sette Vite di monaci di Palestina o nel VII secolo Leonzio di Neapolis con le sue due opere, Vita di Giovanni l'Elemosiniere, patriarca d'Alessandria e la Vita di Simeone il Folle per Cristo.
Fino alla conquista degli Arabi la produzione di queste opere fu intensa, creativa, geograficamente estesa e soprattutto ampia linguisticamente venendo infatti utilizzato sia il greco, come il copto e il siriaco. Le opere, a seconda della lingua utilizzata, potevano essere destinate a un pubblico colto o, molto spesso, a uno più umile.

### Periodo mediobizantino
Nel VII secolo, con la conquista araba, inizia il periodo mediobizantino e l'Impero perde le sue province orientali che continuano però a produrre agiografie e, come nel caso di alcuni testi palestinesi scritti in lingua greca, si vengono a conoscere i nuovi martiri vittime degli arabi.

#### La polemica iconoclastica
La polemica iconoclastica (730-787, 815-843) ebbe indubbiamente un ruolo importante nella diminuzione della produzione agiografica nell'VIII secolo e all'inizio del IX essendo gli iconoclastici ostili a certe forme di culto dei santi.
L'iconoclastia divenne l'occasione per gli iconofili di scrivere le "Vite" di coloro che confessavano la fede nelle immagini secondo il modello delle antiche "Passioni" come la Vita di santo Stefano il giovane scritta tra le due crisi iconoclastiche.

#### Le Vite monastiche
In questo periodo abbondarono le Vite monastiche e, soprattutto dopo l'843, esse furono di ottima qualità e permettono di seguire la storia dei grandi centri monastici. Si ricorda la Vita di Teodoro Studita per Costantinopoli, le vite di santi monaci stabiliti in Bitinia, come san Giovannizio e nel X secolo il Lathros e l'Athos tra cui la vita di sant'Anasio di Lavra scritta dopo l'anno mille e che è da considerarsi senza dubbio la migliore.

#### I manoscritti
Nel secolo IX e X a Bisanzio vennero raccolte, in grandi collezioni, le opere agiografiche dei secoli passati. Nacquero, così, dei grandi manoscritti agiografici che secondo l'ordine del calendario raccolgono le Vite dei santi.
Inoltre, la rinascita culturale che avvenne in questo periodo rese insopportabile il basso registro linguistico con cui erano state scritte queste opere che vennero riscritte in uno stile più elevato creando così il fenomeno della metafrasi. Tra i più conosciuti rappresentanti di questo nuovo genere ci fu Simeone Metafraste detto Logoteta il cui Menologio, che sostituiva i Menologi antichi, fu molto diffuso.

### Dall'XI al XV secolo
Nell'XI secolo il modello che dominava per scrivere la vita dei santi era ancora quello della vita monastica e tra le più famose celebrazioni si ricordano quelle di Michele Psello: Vita di sant'Aussenzio e il Panegirico di Nicola.

#### Modelli differenti di santità
Nel frattempo comincia a evolversi un modello di santità differente che non condivide il cenobitismo studita, le forme ufficiali del culto dei santi o i rapporti tra vita mistica e teologia. Il principale esponente di questa "scuola" è Simeone il nuovo teologo conosciuto per i suoi scritti ma soprattutto per la sua "Vita" scritta da un suo discepolo, Niceta Stetato.
Nel XII secolo vicino ai santi più tradizionali continuano a essere presenti santi originali come Neofito il Recluso, Melezio il Giovane, Leonzio di Gerusalemme e, tra i più noti, Cirillo Fileota (Vita di Nicola Catascepeno) che era un esicasta laico, sposato e padre di famiglia che si fece monaco quando era avanti negli anni, fece dei miracoli e divenne consigliere dei grandi.
Nel XIII secolo l'impero di Nicea ricevette fama dall'imperatore Giovanni Vatatze il Misericordioso, modello di principe santo famoso per la sua carità.

### Agiografia esicasta
Il XIV e l'inizio del XV secolo vedono trionfare l'agiografia esicasta che esalta i protagonisti della controversia esicasta. Accolta dall'agiografia esicasta si sviluppa in questo periodo il culto del patriarca Atanasio di Costantinopoli che cercò di riformare la Chiesa all'inizio del XIV secolo e le cui reliquie hanno compiuto delle guarigioni.

### Il modello palamita
Il modello agiografico di quest'epoca è in prevalenza palamita. Niceforo Gregora, che fu uno tra i principali avversari del movimento, si dedicò alle opere agiografiche scrivendo la vita dello zio Giovanni di Eraclea che, da funzionario dell'Impero, era diventato monaco ed, in seguito, vescovo vivendo in umiltà e povertà.

### Il modello del santo eroe
Negli ultimi anni dell'impero, a metà del XV secolo, nascono delle forme di santità più eroiche. Annoverato tra i santi vi è infatti Marco Eugenico, metropolita di Efeso, per aver salvaguardato il suo gregge sotto l'Impero ottomano e per essersi opposto al decreto di unione del Concilio di Firenze, e Macario Makres che esortò al martirio i cristiani in terra d'Islam tentati dall'apostasia.
L'agiografia della fine dell'Impero bizantino, per la sua insistenza sull'ascesi, i miracoli, la preghiera interiore e il martirio, ritrova dopo secoli di conformismo sociale e politico l'entusiasmo dei primi secoli.

## L'agiografia critica
L'agiografia critica è un ramo della scienza storica e i suoi metodi sono gli stessi che si applicano agli argomenti riguardanti la storia: parte essenziale del suo compito è lo studio dei documenti e la ricerca delle fonti.

### I Bollandisti

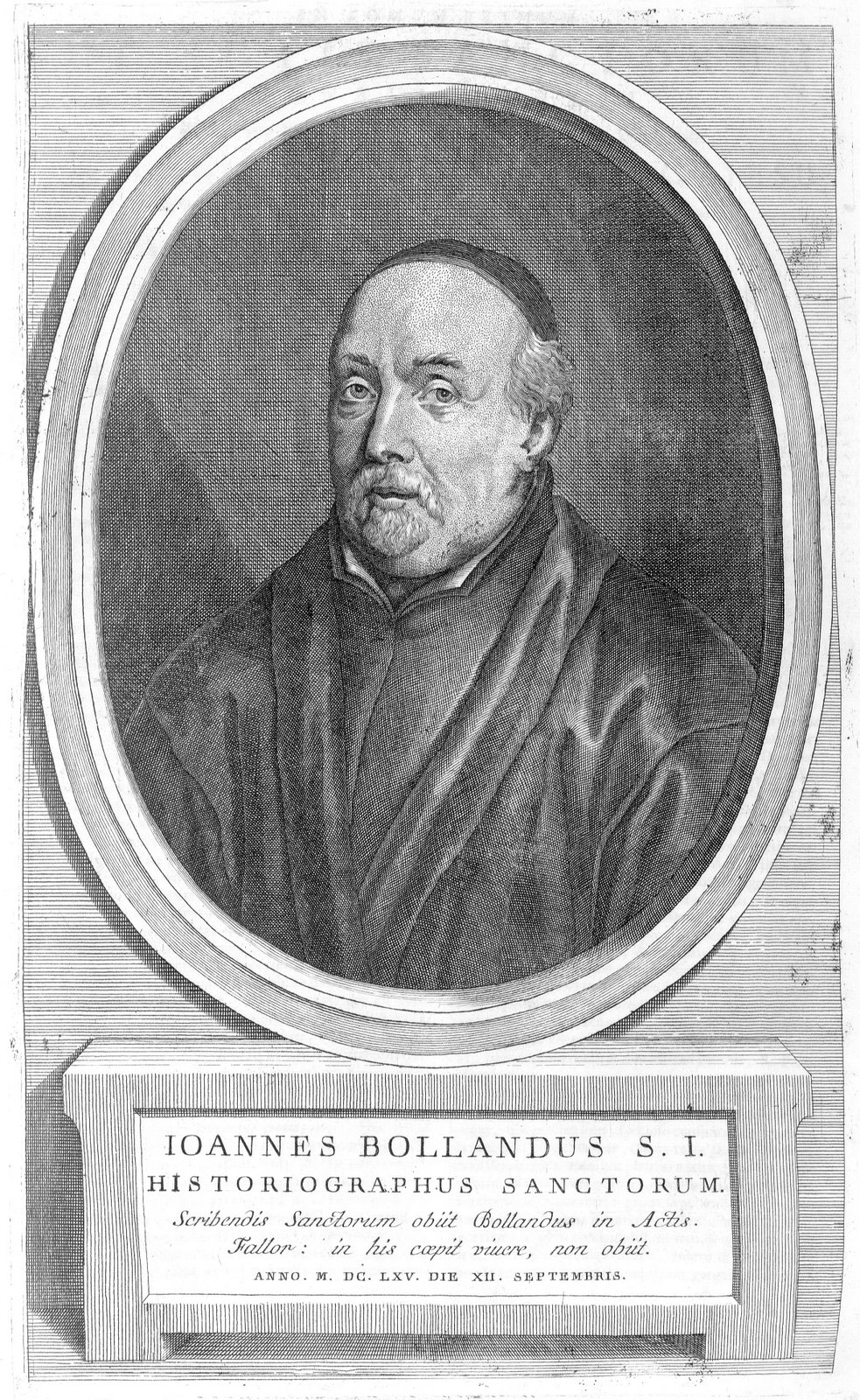
Jean Bolland

Qualunque discorso venga fatto sull'agiografia come scienza storica non può non partire dai Bollandisti (dal nome di Jean Bolland (1596-1665)) membri di un collegio di dotti gesuiti belgi, costituitosi nella metà del secolo XVII per pubblicare gli Acta Sanctorum, collezione di vite dei santi, ordinati per giorno secondo il martirologio, che si dedicano a trattare scientificamente i problemi storici fondamentali della complessa disciplina.
La concezione dell'opera, che è appunto incentrata sulla raccolta ed edizione degli Acta sanctorum, è importantissima nella storia della cultura soprattutto per la continuità che permette così di distinguere le diverse epoche dell'opera e i diversi livelli degli storici che vi hanno contribuito.

#### Heribert Rosweyde
Ma, prima che al Bolland, la concezione dell'opera va attribuita al gesuita Heribert Rosweyde o Roswey (1549-1629) che comprese per primo la necessità di compiere un lavoro storico sui santi, che avrebbe permesso di eliminare dalla narrazione delle loro vite tutti quegli elementi apocrifi e quelli che contrastavano con la fede.
Egli, nei Fasti Sanctorum del 1607, esponeva il piano dell'opera futura, che avrebbe dovuto essere composta in 18 volumi con lo scopo di redigere per ogni santo "vitam genuino suo penicillo depictam".
Nella prefazione dei Fasti, Rosweyde dichiarava apertamente l'importanza di uno studio storico-critico sui santi e sulle espressioni del loro culto, Vite e Passioni, nei confronti di una cultura umanistica e paganeggiante ma soprattutto nei confronti di quei protestanti, che l'autore chiama "eretici", che avevano disprezzato e schernito i santi, i martiri e i confessori.
Ma a frenare, al momento, il progetto del Rosweyde sarà proprio la Chiesa che con il cardinale Bellarmino opponeva le sue riserve rispondendo alla prefazione con alcune obiezioni e in particolare che tra le Vite di santi così come erano nella loro originaria integrità, ci fossero "multa...inepta, levia, improbabilia quae risum potius quam aedificationem pariant".
Chiaramente preoccupato per quello che una nuova impostazione nello studio dei Santi poteva comportare per la Chiesa, il Bellarmino consigliava un tipo diverso di lavoro, cioè quello di pubblicare le storie trascurate dalle prime grandi raccolte della Vita dei santi, come quelle del Lippomano o del Surio, e addirittura di pubblicare la redazione originaria di opere falsate dal Surio "modo id cum delectu et prudenter fieret".
Il Rosweyde rispose con fermezza a queste proposte e a chi obiettava "multa fabulosa et digressiones in vitis sanctorum originalibus occurrunt, quae non videntur ita edenda" rispondeva: "In hoc sequetur doctiorum judicium et censorum sententiae se conformabit. Nec enim statuit bene a Surio recisa rursus inserere, sed acta martyrum et vitas sanctorum ad germanum et genuinum stylum revocare, ut sua antiquitati et sinceritati stet fides".

#### Jean Bolland e Godefroid Henskens
Il merito del vero inizio della pubblicazione si deve a Jean Bolland e a Godfried Henschen (1601-1681) che nel 1643 esposero nella prefazione al I volume di gennaio degli Acta Sanctorum, in modo strutturato, l'originale progetto del Rosweyde dove si chiariva il metodo di critica agiografica da seguire: bisognava pubblicare le Vite dei santi precedute da uno studio sull'epoca degli autori e dei santi stessi, sul luogo e la data di morte, sulla loro stessa esistenza, e quindi sull'autenticità o meno delle opere a loro relative. Inoltre, si fissa per sempre il criterio di scelta dei santi e dei beati da inserire negli Acta e cioè quelli con culto approvato dalla Santa Sede o con culto molto antico, con un chiaro riferimento al decreto di Papa Urbano VIII del 1634 con il quale venivano stabiliti in modo definitivo i criteri e le norme giuridiche della canonizzazione.

#### Daniel Papebroch
I Bollandisti ritorneranno a ribadire la validità delle loro impostazioni di metodo diversi anni dopo nel Proemium de ratione totius operis che formava la premessa al volume VII di ottobre. In quel periodo, intanto, vi era stata una violenta reazione dovuta agli studi del Papebroch (1628-1714) del quale va ricordata soprattutto la polemica relativa al Carmelo di cui il Papebroch aveva messo in dubbio l'origine tradizionale del profeta Elia. La polemica ebbe grosse conseguenze ecclesiastiche che giunsero fino alla condanna dell'Inquisizione spagnola ma furono anche occasione per ribadire alcune posizioni di principio.
Nella Responsio di Papebroch viene, tra le altre cose, ribadita la necessità di ristabilire la verità storica a proposito delle Vite, perché ciò non voleva dire un rifiuto del culto dei santi e di tutte le manifestazioni, ma era condizione necessaria perché esso diventasse, senza nessun equivoco, patrimonio della Chiesa garantendolo dalla superstizione. Si chiarisce dunque meglio, in questa occasione, che la santità poteva essere tale solo se riconosciuta dalla Chiesa e purificata da superstizioni popolari.

## Caratteristiche del testo agiografico
Nelle opere agiografiche di solito vi è una fabula che è costituita da motivi abbastanza limitati e che vengono combinati in un intreccio poco complesso che segue degli schemi fissi e ricorrenti:

### Intreccio
- il corso storico e l'evoluzione della Chiesa che vi corrisponde, con la storia dei martiri nei primi secoli del Cristianesimo, in seguito di monaci e vescovi;
- il territorio e l'ambiente, che può essere o la società occidentale o quella orientale;
- le finalità specifiche di ogni scritto, come la propaganda di un santuario oppure la proposta di una vita da imitare.

Di solito le opere agiografiche sono composte di due parti: una prima parte che serve a descrivere la fase di preparazione in cui il santo ottiene, con l'ascesi, il distacco (simile alla funzione di allontanamento individuata da Propp nella fiaba) dalla natura (con il superamento degli interessi mondani che avviene spesso con l'allontanamento dalla casa paterna) e le prove a cui il santo è sottoposto, come la fame, la sete, le tentazioni e una seconda parte che narra la sua attività magico-miracolistica.

### Finalità
Le opere agiografiche, di quell'epoca, non intendono narrare vicende verosimili, pertanto, non hanno un carattere realistico ma fortemente simbolico e i gesti che il Santo compie esprimono, pertanto, un potere che va al di là della loro portata reale.
Questo carattere simbolico si lega al finalismo che sottende il testo agiografico. Il personaggio viene rappresentato non solo come positivo ma predestinato alla santità e, quindi, alla glorificazione e tutto quello che lo riguarda, dai sogni premonitori della madre, alle caratteristiche dell'ambiente in cui nasce, segue uno script ben preciso.
Il carattere volutamente non realistico della narratologia permette di introdurre elementi romanzeschi, fiabeschi e meravigliosi.

### Spazio e tempo
Come nella fiaba, lo spazio è vissuto con straordinaria facilità e gli spostamenti che il personaggio protagonista compie, corrispondono alla "crescita" religiosa del personaggio.
Allo stesso tipo di esigenza corrisponde la collocazione dei fatti nel tempo che segue non tanto un ordine cronologico, quanto lo sviluppo della "sacralità" del personaggio.
Alcuni caratteri dello schema agiografico dell'Alto Medioevo persistono in alcune scritture religiose di epoca successiva, dalla Divina Commedia di Dante Alighieri ai Fioretti di San Francesco d'Assisi e anche in scritture di genere diverso, fino ad oggi.

## L'agiografia alto-medievale come materiale di studio
Lo studio dei testi agiografici dell'epoca permette di considerare gli stessi come documenti importanti per poter ricavare sia la storia della società, sia per poter procedere a una ricostruzione della medesima dal punto di vista antropologico.

### Documento della storia sociale
Nei testi agiografici si riscontrano particolari di quel vivere quotidiano che normalmente la storiografia dell'epoca trascurava, come i segni del sovrannaturale che presentavano l'eccezionale e l'inspiegabile.
Bisogna però tenere presente che, essendo l'agiografia simbolica, segue anch'essa ben precisi modelli culturali.
Un esempio può essere quello dell'alto numero di guarigioni operate dai santi nei confronti dei lebbrosi, dei ciechi e dei paralitici nei testi dell'agiografia bizantina che può essere interpretata come indice di frequenza di queste malattie nel Medio Oriente ma che può dipendere, anche, dal modello evangelico al quale queste Vite si rifanno e che attribuiscono ai santi i miracoli operati da Gesù.

### Documento per l'indagine antropologica
Il componimento agiografico è, peraltro, utile anche per la ricostruzione di una data società.
Infatti, dal quadro dei valori, cioè dei comportamenti e dei costumi che vengono proposti come modello dell'agire del personaggio, si risale facilmente alle rappresentazioni collettive, come le idee e le immaginazioni, di una società piuttosto che un'altra.

### Strumento di acculturazione
Oggi gli studiosi dell'agiografia sono concordi nell'affermare che il culto dei santi, e in particolare i testi agiografici, sono un prodotto della cultura clericale, cioè dotta, destinato alla diffusione fra le masse popolari, come sostiene František Graus.
Lo studioso, infatti, afferma che non è vero, come spesso si è affermato, che il popolo abbia creato la leggenda agiografica e che il suo contributo al culto dei santi nel primo Medioevo è modesto dove non si è trattato di trasferire in modo meccanico usanze più antiche ai nuovi santi.
Il popolo comune, sempre sostiene il Graus, trasferì spesso a santi cristiani usanze e, a volte, anche racconti più antichi, ma il culto cristiano di questa epoca "non era assolutamente una creazione popolare... erano creazioni del clero, in particolare, di quello dei monasteri".
Sembra, pertanto, che gli autori di queste opere agiografiche avessero degli scopi intenzionali riguardo al pubblico, soprattutto di propaganda in rapporto a esigenze locali (il culto di un santo è, infatti, maggiormente legato a un luogo sacro specifico, come un monastero o un santuario).
Si può, quindi, concludere dicendo che la produzione di testi agiografici fu uno strumento tipico di acculturazione anche se, sempre come afferma il Graus, nel culto dei santi confluiscono credenze popolari più antiche che rivelano elementi di una cultura tradizionale e profonda, differente da quella ufficiale cristiana come dalla cultura ufficiale precedente, cioè quella greco-romana.